# Nati nel 1978/Settembre
| Questa pagina contiene informazioni ricavate automaticamente dalle voci biografiche con l'ausilio del template Bio e di un bot. L'aggiornamento è periodico e automatico e ricostruisce completamente la pagina. Se manca una persona in questa lista, sei pregato di non aggiungerla, ma accertati piuttosto che la sua voce biografica contenga il template Bio e che i dati anagrafici siano correttamente compilati. Se il template Bio manca, inseriscilo tu stesso o, in alternativa, metti l'avviso {{tmp\|Bio}} che ne segnala la mancanza. Se i dati riportati sono sbagliati, correggi direttamente la voce biografica; le modifiche saranno visibili in questa lista entro pochi giorni. Per chiarimenti vedi il progetto biografie. La lista contiene solo le 372 persone che sono citate nell'enciclopedia e per le quali è stato implementato correttamente il template Bio. Pagina aggiornata al 18 lug 2025. |

- 1º settembre - Coralie Clément, cantante francese
- 1º settembre - Eduardo Domínguez, allenatore di calcio e ex calciatore argentino
- 1º settembre - Paula Gatti, ex cestista argentina
- 1º settembre - Luigi Giandomenico, allenatore di calcio e ex calciatore italiano
- 1º settembre - Brian Kavanaugh-Jones, produttore cinematografico statunitense
- 1º settembre - Jesse Kellerman, scrittore e drammaturgo statunitense
- 1º settembre - Mélanie Lenoir, ex sciatrice alpina francese
- 1º settembre - Rubén Lobato, ex ciclista su strada spagnolo
- 1º settembre - Fabio Morici, attore e sceneggiatore italiano
- 1º settembre - Saki Nakajima, doppiatrice giapponese
- 1º settembre - Adilson Ferreira de Souza, ex calciatore brasiliano
- 1º settembre - Salem Saad, calciatore emiratino († 2009)
- 1º settembre - Massimiliano Vieri, allenatore di calcio e ex calciatore italiano
- 1º settembre - Jan Vorel, ex calciatore ceco
- 1º settembre - Fredrik Wenzel, direttore della fotografia svedese
- 1º settembre - Aleck Wickham, ex calciatore salomonese
- 2 settembre - Adalberto Nunes da Silva, ex giocatore di calcio a 5 brasiliano
- 2 settembre - Juan Pablo Colinas, ex calciatore spagnolo
- 2 settembre - Lucy d'Escoffier Crespo da Silva, astronoma statunitense († 2000)
- 2 settembre - Mariano Fernández, dirigente sportivo e ex calciatore argentino
- 2 settembre - Krzysztof Kozik, ex calciatore polacco
- 2 settembre - Miguel Mendes, regista e sceneggiatore portoghese
- 2 settembre - Pablo Metlich, ex calciatore messicano
- 2 settembre - Tatiana Okupnik, cantautrice polacca
- 2 settembre - Vince Pastano, chitarrista, compositore e produttore discografico italiano
- 2 settembre - Maicol & Mirco, fumettista e disegnatore italiano
- 2 settembre - Deniss Romanovs, ex calciatore lettone
- 2 settembre - Aleksandăr Tomaš, allenatore di calcio e ex calciatore bulgaro
- 2 settembre - Apostolos Tzitzikōstas, politico greco
- 2 settembre - Matthew Watkins, rugbista a 15 britannico († 2020)
- 3 settembre - Iván Amaya, ex calciatore spagnolo
- 3 settembre - Terje Bakken, musicista norvegese († 2004)
- 3 settembre - John Curtis, ex calciatore inglese
- 3 settembre - Mikko Esko, pallavolista finlandese
- 3 settembre - Ali Ezzine, siepista e mezzofondista marocchino
- 3 settembre - Charles Grant, ex giocatore di football americano statunitense
- 3 settembre - Tinkara Kovač, cantante e flautista slovena
- 3 settembre - Michal Rozsíval, hockeista su ghiaccio ceco
- 3 settembre - Niklas Sandberg, ex calciatore svedese
- 3 settembre - Linda Valori, cantante, cantautrice e compositrice italiana
- 3 settembre - Nick Wechsler, attore statunitense
- 4 settembre - Lamont Barnes, ex cestista statunitense
- 4 settembre - Wes Bentley, attore statunitense
- 4 settembre - Alice Buonguerrieri, politica italiana
- 4 settembre - Michalīs Chatzīs, ex calciatore greco
- 4 settembre - Saeni Daudau, ex calciatore salomonese
- 4 settembre - Antonia De Gattis, poetessa italiana
- 4 settembre - Francesco Di Leva, attore italiano
- 4 settembre - Francesco Filini, politico italiano
- 4 settembre - Danijel Ljuboja, ex calciatore serbo
- 4 settembre - Frederik Veuchelen, dirigente sportivo e ex ciclista su strada belga
- 5 settembre - Dahi Saad Al Naemi, ex calciatore qatariota
- 5 settembre - Laura Bertram, attrice e docente canadese
- 5 settembre - Leonard Davis, giocatore di football americano statunitense
- 5 settembre - David García Almansa, pilota motociclistico spagnolo
- 5 settembre - Tindaro Granata, attore, drammaturgo e regista teatrale italiano
- 5 settembre - Vicente Henriques, pallanuotista brasiliano
- 5 settembre - Chris Hipkins, politico neozelandese
- 5 settembre - Holly Randall, fotografa, regista e attrice pornografica statunitense
- 5 settembre - Chris Jack, rugbista a 15 neozelandese
- 5 settembre - Marija Ponomarenko, giornalista, attivista e blogger russa
- 5 settembre - Liberty Ross, modella britannica
- 5 settembre - Andrea Soncin, allenatore di calcio e ex calciatore italiano
- 5 settembre - Petra Zakouřilová, ex sciatrice alpina ceca
- 5 settembre - Zhang Zhong, scacchista cinese
- 6 settembre - Marlain Angelidou, cantante greca
- 6 settembre - Angelo Armeti, ex pallavolista italiano
- 6 settembre - Süreyya Ayhan, ex mezzofondista turca
- 6 settembre - Simon Barjie, allenatore di calcio e ex calciatore italiano
- 6 settembre - Natalia Cigliuti, attrice statunitense
- 6 settembre - Paolo Malaguti, scrittore italiano
- 6 settembre - Foxy Brown, rapper statunitense
- 6 settembre - Coco Miller, ex cestista statunitense
- 6 settembre - Kelly Miller, ex cestista statunitense
- 6 settembre - Masaya Nishitani, ex calciatore giapponese
- 6 settembre - Giulio Pampiglione, attore italiano
- 6 settembre - Karin Park, cantante svedese
- 6 settembre - Emerson Sheik, ex calciatore brasiliano
- 6 settembre - Homare Sawa, ex calciatrice giapponese
- 6 settembre - Joe Tafoya, ex giocatore di football americano statunitense
- 6 settembre - Julija Vasil'eva, sincronetta russa
- 6 settembre - Gustavo Vassallo, ex calciatore peruviano
- 6 settembre - Keigo Yamashita, giocatore di go giapponese
- 7 settembre - Nicolas Bonaventure Ciattoni, attore e doppiatore francese
- 7 settembre - Salvatore Coccoluto, scrittore, saggista e critico musicale italiano
- 7 settembre - Matt Cooke, ex hockeista su ghiaccio canadese
- 7 settembre - Claudio Ferrarese, dirigente sportivo e ex calciatore italiano
- 7 settembre - Coleby Lombardo, attore statunitense
- 7 settembre - Wellington Monteiro, ex calciatore brasiliano
- 7 settembre - Andrés Mosquera, ex calciatore colombiano
- 7 settembre - Andreína Paniagua, ex cestista dominicana
- 7 settembre - María Salguero Bañuelos, geofisica e attivista messicana
- 7 settembre - Devon Sawa, attore canadese
- 8 settembre - Lucilla Agosti, conduttrice televisiva, conduttrice radiofonica e attrice italiana
- 8 settembre - Rebel, wrestler statunitense
- 8 settembre - Emanuele Ferraro, allenatore di calcio e ex calciatore italiano
- 8 settembre - Isabella Insolvibile, storica italiana
- 8 settembre - Masahiro Koga, ex calciatore giapponese
- 8 settembre - Renata Capobianco Machado, calciatrice brasiliana
- 8 settembre - Alicia Rhodes, ex attrice pornografica britannica
- 8 settembre - Johnny Yan, attore, cantante e cestista taiwanese
- 9 settembre - Céline Bara, attrice pornografica francese
- 9 settembre - Shane Battier, ex cestista statunitense
- 9 settembre - Rod Brown, ex cestista statunitense
- 9 settembre - Carla Cocco, cantautrice italiana
- 9 settembre - Adriano Fida, pittore italiano († 2022)
- 9 settembre - Gina Gogean, ex ginnasta rumena
- 9 settembre - Alvin Jones, ex cestista lussemburghese
- 9 settembre - Maurizio Martina, politico italiano
- 9 settembre - Katja Temnik, ex cestista slovena
- 9 settembre - Alioune Touré, ex calciatore francese
- 9 settembre - Kazuya Yoshioka, ex saltatore con gli sci giapponese
- 10 settembre - Jacob Carstensen, ex nuotatore danese
- 10 settembre - Carlos Castro Mora, ex calciatore costaricano
- 10 settembre - Mohamed Farouk, ex calciatore egiziano
- 10 settembre - Mohamed Jedidi, ex calciatore tunisino
- 10 settembre - Kai Olav Ryen, ex calciatore norvegese
- 10 settembre - Ramūnas Šiškauskas, ex cestista e allenatore di pallacanestro lituano
- 10 settembre - Björn Strid, cantante svedese
- 11 settembre - Francesco Amato, regista e sceneggiatore italiano
- 11 settembre - Pablo Contreras, ex calciatore cileno
- 11 settembre - Laurent Courtois, allenatore di calcio e ex calciatore francese
- 11 settembre - Natal'ja Gavrilova, ex cestista russa
- 11 settembre - Ben Lee, cantante e attore australiano
- 11 settembre - Emil Rajković, allenatore di pallacanestro e ex cestista macedone
- 11 settembre - Ed Reed, ex giocatore di football americano statunitense
- 11 settembre - Tom Stallard, ex canottiere britannico
- 11 settembre - Dejan Stanković, allenatore di calcio e ex calciatore serbo
- 11 settembre - Else-Marthe Sørlie Lybekk, pallamanista norvegese
- 12 settembre - Asror Aliqulov, allenatore di calcio e ex calciatore uzbeko
- 12 settembre - Elisabetta Canalis, showgirl, modella e attrice italiana
- 12 settembre - Jamie Cassidy, ex cestista statunitense
- 12 settembre - Lukáš Došek, ex calciatore ceco
- 12 settembre - Tomáš Došek, ex calciatore ceco
- 12 settembre - Winston Griffiths, calciatore giamaicano († 2011)
- 12 settembre - Sverrir Gudnason, attore svedese
- 12 settembre - Benjamin McKenzie, attore statunitense
- 12 settembre - Saša Mujović, politico montenegrino
- 12 settembre - Abdelmajid Oulmers, ex calciatore marocchino
- 12 settembre - Sebastián Porto, pilota motociclistico argentino
- 12 settembre - Ruben Studdard, cantante statunitense
- 12 settembre - Eri Yamanoi, ex nuotatrice giapponese
- 13 settembre - Stead, cantante, chitarrista e polistrumentista italiano
- 13 settembre - Marlyne Barrett, attrice statunitense
- 13 settembre - Matej Černič, pallavolista italiano
- 13 settembre - Swizz Beatz, rapper, produttore discografico e imprenditore statunitense
- 13 settembre - Paulo Graça, giocatore di beach soccer portoghese
- 13 settembre - Andrew Hore, ex rugbista a 15 neozelandese
- 13 settembre - Jameka Jones, ex cestista statunitense
- 13 settembre - Eliana Longi, politica italiana
- 13 settembre - Irina Peršina, sincronetta russa
- 13 settembre - Lior Shamriz, regista cinematografico, sceneggiatore e montatore israeliano
- 13 settembre - Riton, disc jockey e produttore discografico britannico
- 13 settembre - Peter Sunde, informatico, imprenditore e attivista svedese
- 13 settembre - Takuya Suzumura, ex calciatore e ex giocatore di calcio a 5 giapponese
- 13 settembre - Darren Philip Ward, ex calciatore inglese
- 13 settembre - Elisabeth Willeboordse, judoka olandese
- 14 settembre - Alexander Aas, ex calciatore norvegese
- 14 settembre - Ben Cohen, rugbista a 15 e attivista britannico
- 14 settembre - Giuseppe Costantino, ex cestista e allenatore di pallacanestro italiano
- 14 settembre - Ron DeSantis, politico e ex militare statunitense
- 14 settembre - Stéphane Dumas, ex cestista e allenatore di pallacanestro francese
- 14 settembre - Carmen Kass, supermodella estone
- 14 settembre - Dariusz Łatka, ex calciatore polacco
- 14 settembre - Kevin Melson, ex cestista statunitense
- 14 settembre - Silvia Navarro, attrice messicana
- 14 settembre - Oluoma Nnamaka, ex cestista svedese
- 14 settembre - Teddy Park, rapper, compositore e produttore discografico sudcoreano
- 14 settembre - Danielle Peck, cantautrice statunitense
- 14 settembre - Mario Regueiro, ex calciatore uruguaiano
- 14 settembre - Stefania Rivi, attrice italiana
- 14 settembre - Evelina Rodigari, ex pattinatrice di short track italiana
- 14 settembre - Adrian Rolko, ex calciatore ceco
- 14 settembre - Walter Santarossa, cestista e allenatore di pallacanestro italiano
- 14 settembre - Charlie Winston, cantautore britannico
- 15 settembre - Alex Bellini, esploratore italiano
- 15 settembre - Lionel Bomayako, ex cestista e allenatore di pallacanestro centrafricano
- 15 settembre - Zach Filkins, musicista, chitarrista e modello statunitense
- 15 settembre - Rubén Garabaya, ex pallamanista e allenatore di pallamano spagnolo
- 15 settembre - Eiður Guðjohnsen, allenatore di calcio e ex calciatore islandese
- 15 settembre - Lourdes Isern, ex pallavolista portoricana
- 15 settembre - Kew Jaliens, ex calciatore olandese
- 15 settembre - Alessandro Mangiarratti, allenatore di calcio e ex calciatore svizzero
- 15 settembre - Casey McPherson, cantante, chitarrista e bassista statunitense
- 15 settembre - Marko Pantelić, dirigente sportivo e ex calciatore serbo
- 15 settembre - Antonella Papiro, politica italiana
- 15 settembre - Nao-Cola Yamazaki, scrittrice giapponese
- 16 settembre - Ruslan Baltıev, ex calciatore kazako
- 16 settembre - Monica Bello, ex cestista australiana
- 16 settembre - Dan Dickau, ex cestista e allenatore di pallacanestro statunitense
- 16 settembre - Eric Downing, ex giocatore di football americano statunitense
- 16 settembre - Suad Filekovič, ex calciatore sloveno
- 16 settembre - Marius Folgerø, giocatore di calcio a 5 e ex calciatore norvegese
- 16 settembre - Esteban Nicolás González, allenatore di calcio e ex calciatore argentino
- 16 settembre - Alina Gorghiu, politica rumena
- 16 settembre - Bariša Krasić, ex cestista e allenatore di pallacanestro bosniaco
- 16 settembre - Miguel Ángel Lozano, ex calciatore spagnolo
- 16 settembre - Ebrahim Mirzapour, ex calciatore iraniano
- 16 settembre - Michael Mosley, attore statunitense
- 16 settembre - Stephanie Murphy, politica statunitense
- 16 settembre - Pasi Puistola, hockeista su ghiaccio finlandese
- 16 settembre - Salah Samadi, ex calciatore algerino
- 16 settembre - Michael Uhrmann, ex saltatore con gli sci tedesco
- 16 settembre - Serhij Valjajev, allenatore di calcio e ex calciatore ucraino
- 17 settembre - Cristina Alcázar, attrice spagnola
- 17 settembre - Pablo Casar, allenatore di calcio e ex calciatore spagnolo
- 17 settembre - Nick Cordero, attore canadese († 2020)
- 17 settembre - Shawn Horcoff, dirigente sportivo e ex hockeista su ghiaccio canadese
- 17 settembre - Stephan Letter, serial killer tedesco
- 17 settembre - Eleonora Meleti, giornalista, conduttrice televisiva e scrittrice greca
- 17 settembre - Jennifer Rosales, golfista filippina
- 17 settembre - Thibault Scotto, ex calciatore francese
- 17 settembre - Arne Slot, allenatore di calcio e ex calciatore olandese
- 17 settembre - Fred Wakefield, ex giocatore di football americano statunitense
- 17 settembre - José Zelaye, ex calciatore argentino
- 18 settembre - Lu Andrade, cantante e musicista brasiliana
- 18 settembre - Billy Eichner, comico, attore e doppiatore statunitense
- 18 settembre - Randy Fasani, ex giocatore di football americano statunitense
- 18 settembre - Duncan Jones, ex rugbista a 15 e allenatore di rugby a 15 gallese
- 18 settembre - Kendra Lust, attrice pornografica statunitense
- 18 settembre - Pilar López de Ayala, attrice cinematografica spagnola
- 18 settembre - Kaoru Mori, fumettista giapponese
- 18 settembre - Mxolisi Mthethwa, ex calciatore swati
- 18 settembre - Augustine Simo, allenatore di calcio e ex calciatore camerunese
- 19 settembre - Michelle Alves, supermodella brasiliana
- 19 settembre - Duncan Chow, attore, modello e velista cinese
- 19 settembre - Luca Dalla Vecchia, ex cestista italiano
- 19 settembre - Marcus Dunstan, sceneggiatore e regista statunitense
- 19 settembre - Julio Farías Cabello, ex rugbista a 15 argentino
- 19 settembre - Vanessa Gusmeroli, pattinatrice artistica su ghiaccio francese
- 19 settembre - Ramin Karimloo, attore e cantante iraniano
- 19 settembre - Brett Keisel, ex giocatore di football americano statunitense
- 19 settembre - Ognjen Koroman, ex calciatore serbo
- 19 settembre - Aleksandr Krestinin, allenatore di calcio e ex calciatore russo
- 19 settembre - Jorge López Montaña, ex calciatore spagnolo
- 19 settembre - Chantal Meek, canoista australiana
- 19 settembre - Manuela Pesko, ex snowboarder svizzera
- 19 settembre - Mariano Puerta, allenatore di tennis e ex tennista argentino
- 19 settembre - Dario Smoje, ex calciatore croato
- 19 settembre - Yuan Li, schermitrice cinese
- 20 settembre - Martin Abraham, ex calciatore ceco
- 20 settembre - Jason Bay, ex giocatore di baseball canadese
- 20 settembre - Julien Bonnaire, ex rugbista a 15 francese
- 20 settembre - Mansour Boutabout, ex calciatore algerino
- 20 settembre - Patrizio Buanne, cantante italiano
- 20 settembre - César Díaz, regista, sceneggiatore e direttore della fotografia guatemalteco
- 20 settembre - Andrea Facchin, canoista italiano
- 20 settembre - Dan Gillespie Sells, cantante, musicista e compositore britannico
- 20 settembre - Sarit Hadad, cantante israeliana
- 20 settembre - Dante Hall, ex giocatore di football americano statunitense
- 20 settembre - Jean Prahm, ex bobbista statunitense
- 20 settembre - Tatsuhiko Takimoto, scrittore giapponese
- 20 settembre - Charlie Weber, attore e modello statunitense
- 20 settembre - Craig Ziadie, ex calciatore statunitense
- 21 settembre - Stefano Barone, chitarrista e compositore italiano
- 21 settembre - Paulo Costanzo, attore canadese
- 21 settembre - Doug Howlett, ex rugbista a 15 neozelandese
- 21 settembre - Alexander Jakhnagiev, giornalista, pittore e scultore bulgaro
- 21 settembre - Laura Maiztegui, ex hockeista su prato argentina
- 21 settembre - Silvia Sedonati, ex calciatrice italiana
- 21 settembre - Jarl André Storbæk, allenatore di calcio e calciatore norvegese
- 21 settembre - Josh Thomson, artista marziale misto statunitense
- 21 settembre - Iryna Venediktova, politica e avvocato ucraina
- 21 settembre - Jamie Wood, ex calciatore britannico
- 22 settembre - Federico Adami, ex hockeista su ghiaccio italiano
- 22 settembre - Daniella Alonso, attrice statunitense
- 22 settembre - Marco Bianchi, cuoco e personaggio televisivo italiano
- 22 settembre - Alessandra Ermellino, politica italiana
- 22 settembre - Takanori Gomi, artista marziale misto giapponese
- 22 settembre - Allan Jacobsen, ex rugbista a 15 scozzese
- 22 settembre - Harry Kewell, allenatore di calcio e ex calciatore australiano
- 22 settembre - Rasoul Khatibi, allenatore di calcio e ex calciatore iraniano
- 22 settembre - Mikko Leppilampi, attore finlandese
- 22 settembre - Brian Riemer, allenatore di calcio danese
- 22 settembre - Cristina Serafini, attrice italiana
- 22 settembre - Mihai Teja, allenatore di calcio e ex calciatore rumeno
- 23 settembre - Roberto Corradini, giocatore di baseball italiano
- 23 settembre - Frédéric Daquin, ex calciatore francese
- 23 settembre - Martin Elmiger, ex ciclista su strada svizzero
- 23 settembre - Ingrid Jacquemod, ex sciatrice alpina francese
- 23 settembre - Anthony Mackie, attore statunitense
- 23 settembre - Luis Moreira, ex calciatore ecuadoriano
- 23 settembre - Pietro Morittu, politico italiano
- 23 settembre - Keri Lynn Pratt, attrice, modella e ballerina statunitense
- 23 settembre - Jennipher Rodríguez, modella, showgirl e attrice venezuelana
- 23 settembre - Christian Schwochow, regista tedesco
- 23 settembre - Slaven Smiljanić, ex cestista e dirigente d'azienda croato
- 23 settembre - Gloria Vizzini, politica italiana
- 23 settembre - Wang Hui, ex calciatore e ex giocatore di calcio a 5 cinese
- 23 settembre - Parkpoom Wongpoom, regista e sceneggiatore tailandese
- 23 settembre - Armin Öhri, scrittore liechtensteinese
- 24 settembre - Wietse van Alten, arciere olandese
- 24 settembre - Bradley August, allenatore di calcio e ex calciatore sudafricano
- 24 settembre - Francesca Barra, giornalista, scrittrice e conduttrice televisiva italiana
- 24 settembre - Fabio Caserta, allenatore di calcio e ex calciatore italiano
- 24 settembre - Leon Cave, batterista britannico
- 24 settembre - Alyson Dixon, maratoneta britannica
- 24 settembre - Darío Fernández, ex calciatore argentino
- 24 settembre - Christopher Nowinski, scrittore, imprenditore e ex wrestler statunitense
- 24 settembre - Brad Pickett, artista marziale misto britannico
- 25 settembre - Roudolphe Douala, ex calciatore camerunese
- 25 settembre - Ricardo Gardner, ex calciatore giamaicano
- 25 settembre - Irak'li K'obakhidze, politico georgiano
- 25 settembre - Karla Cristina Martins da Costa, cestista brasiliana
- 25 settembre - Jodie Kidd, supermodella e attrice britannica
- 25 settembre - Martin Koukal, ex fondista ceco
- 25 settembre - Ryan Leslie, cantante, produttore discografico e rapper statunitense
- 25 settembre - Bryan Lucas, ex cestista statunitense
- 25 settembre - Joe Minoso, attore statunitense
- 25 settembre - Rossif Sutherland, attore canadese
- 26 settembre - Gashaw Asfaw, maratoneta etiope
- 26 settembre - Adriano Braidotti, attore e regista italiano
- 26 settembre - Yuri Buzzi, attore italiano
- 26 settembre - Robert Kipkoech Cheruiyot, maratoneta keniota
- 26 settembre - Clifford Joseph, ex calciatore dominicense
- 26 settembre - Gurgen Margaryan, militare armeno († 2004)
- 26 settembre - Tiziano Polenghi, allenatore di calcio e ex calciatore italiano
- 26 settembre - Mārtiņš Rubenis, ex slittinista lettone
- 26 settembre - Thomas van Aalten, scrittore olandese
- 27 settembre - Tomáš Bureš, ex calciatore ceco
- 27 settembre - Vit'ali Daraselia, ex calciatore georgiano
- 27 settembre - Tiziano Della Ratta, militare italiano († 2013)
- 27 settembre - Nate DiCasmirro, allenatore di hockey su ghiaccio e ex hockeista su ghiaccio statunitense
- 27 settembre - Valentina Donvito, ex cestista italiana
- 27 settembre - Hrvoje Henjak, ex cestista croato
- 27 settembre - Nadija Kazimirčuk, schermitrice ucraina
- 27 settembre - Ani Lorak, cantante ucraina
- 27 settembre - Jean-Joël Perrier-Doumbé, ex calciatore camerunese
- 27 settembre - Jon Rauch, ex giocatore di baseball statunitense
- 27 settembre - Daniel Reinoso, ex calciatore ecuadoriano
- 27 settembre - Courtney Rodney, calciatore montserratiano
- 27 settembre - Wang Chunlu, ex pattinatrice di short track cinese
- 27 settembre - Franky Zapata, pilota motonautico e inventore francese
- 28 settembre - Jarin Blaschke, direttore della fotografia statunitense
- 28 settembre - Paulina Boenisz, pentatleta polacca
- 28 settembre - Lucas Bryant, attore canadese
- 28 settembre - Bushido, rapper e produttore discografico tedesco
- 28 settembre - Peter Cambor, attore statunitense
- 28 settembre - José María Franco, ex calciatore uruguaiano
- 28 settembre - Nikki McKibbin, cantante, compositrice e personaggio televisivo statunitense († 2020)
- 28 settembre - John Moulder-Brown, ex sciatore alpino britannico
- 28 settembre - Anikó Pelle, pallanuotista ungherese
- 28 settembre - Phạm Hùng Dũng, ex calciatore vietnamita
- 28 settembre - Pastora Soler, cantante spagnola
- 28 settembre - Stjepan Stazić, ex cestista e allenatore di pallacanestro croato
- 28 settembre - Mohamed Rashid, ex calciatore emiratino
- 29 settembre - Mohini Bhardwaj, ex ginnasta statunitense
- 29 settembre - Gaetano Colella, attore e sceneggiatore italiano
- 29 settembre - Dmitrij Gerasimenko, imprenditore, dirigente sportivo e ex cestista russo
- 29 settembre - Giandonato La Salandra, politico italiano
- 29 settembre - Gil Mossinson, ex cestista israeliano
- 29 settembre - Mun In-guk, ex calciatore nordcoreano
- 29 settembre - Kurt Nilsen, cantante norvegese
- 29 settembre - Sergio Órteman, allenatore di calcio e ex calciatore uruguaiano
- 29 settembre - Karen Putzer, ex sciatrice alpina italiana
- 29 settembre - Jerome Robinson, ex cestista canadese
- 29 settembre - Nathan West, attore, musicista e cantante statunitense
- 30 settembre - Enzo Curcurù, attore italiano
- 30 settembre - Juan Falco, giocatore di calcio a 5 uruguaiano
- 30 settembre - Michele Fina, politico italiano
- 30 settembre - Małgorzata Glinka, ex pallavolista polacca
- 30 settembre - Andrej Jerman, allenatore di sci alpino e ex sciatore alpino sloveno
- 30 settembre - Juan Magán, disc jockey, cantante e produttore discografico spagnolo
- 30 settembre - Candice Michelle, modella, attrice e ex wrestler statunitense
- 30 settembre - Stark Sands, attore statunitense
- 30 settembre - Vanni Santoni, scrittore italiano
- 30 settembre - Nikolaj Sergienko, ex calciatore uzbeko
- 30 settembre - Diana Tejera, cantautrice italiana
- 30 settembre - Kätlin Vainola, scrittrice e poetessa estone
- 30 settembre - Róbinson Zapata, ex calciatore colombiano
- 30 settembre - Darius Žutautas, ex calciatore lituano
- 30 settembre - Mohd Hamzani Omar, allenatore di calcio e ex calciatore malese